# 弁天島 (稚内市)
弁天島（べんてんじま）は、北海道稚内市の宗谷湾にある無人島。宗谷岬の北西約1.2キロメートル沖合に位置する島であり、宗谷村珊内の集落からは北へ約1キロメートル離れている。
日本国の施政下における域内では最北端の地にあたる。
島名は弁財天が祀られていたことに由来する。
島は玄武岩の貫入体であり、ホタテ貝のような形をしている。周囲の岩礁や暗礁には海鳥が多く見られ、また周辺の海域はコンブやウニの産地である。島はトドの上陸地となっており、1980年代の調査では50頭ないしは60頭のトドが確認されている。その後は頭数が減少し多い時でも20頭ほどにとどまっていたが、2004年（平成16年）頃から増加し、2006年（平成18年）の調査で120頭、2017年（平成29年）には2,000頭のトドが上陸確認されて、同島と周辺海域で約6,000頭が確認されている。宗谷アイヌに伝わる民話にトドを主人公とするものがあり、話の中で「サンナイの沖の島」にいたトドは「ポノサマイクル」に銛を打たれている。
島の南東には平島が存在する。アイヌに伝わる民話では、弁天島がサマイクルの妻であって平島は妾であるとするものや、二つの島を夫婦とするものがある。弁天島には「十センチ四方くらいの綺麗な模様」のような地形があり、これは「宝物を入れる箱」（ないしは「首飾りなど入れる箱」）であると伝えられている。また島には「縄の切れたような」地形も見られ、これはサマイクルの妻がつまずいた時に箱を縛っていた縄が切れてしまったためと伝えられている。
沿岸の珊内地区は稚内市中心部から東へ6キロメートルほど、宗谷岬からは西へ1キロメートルほどの位置にあり、北海道交易の最初期には「ソーヤ」と呼ばれて交易の中心地となっていた。「ソーヤ」（so-ya）はアイヌ語で「岩嶼」「磯岩の岸」の意味と考えられている。古くはアイヌ語でハチを意味するソヤ（soya）に由来するという語源説も見られた。
なお現在の宗谷漁港（宗谷岬南東の宗谷港とは別の港）付近は元々は「ウェントマリ」（悪い泊地）と呼ばれていたが、交易地が珊内より移されて以降はこちらが「ソーヤ」と呼ばれるようになった。

## 歴史

### 近世
正徳2年（1712年）成立の『和漢三才図会』に掲載された「蝦夷之図」では、「サンナヒ」の沖に島を描き「此島渡リテ加良不止島ニ通ス」としている。天明8年（1788年）の『西蝦夷地分間』では、「シヤナイ」と「トマリケシ」の間に「宗谷石」として島が描かれている。寛政9年（1797年）の『蝦夷巡覧筆記』では、「サンナヱ」の沖に「ソウヤ石ト云岩嶋」があるとの記述が見える。同10年（1798年）の『自高島至斜里沿岸二十三図』では、「サンナイ」に「ソウヤ石」と呼ばれる「ハチノ形ノ石」があると記されている。
文化5年（1808年）の『終北録』では「海中有石、形状如蜂、夷人謂蜂為曽宇耶、由之名港」としている。この頃の成立と推定される『西蝦夷地名考』には「サンナイの沖に高石あり、是をソウヤといふ」との記述が見える。同13年（1816年）の『松前蝦夷地島図』にも「ソウヤ石」が記載されており、文政4年（1821年）の『大日本沿海輿地全図』では「シヨーヤ」として見える。今井八九郎による天保2年（1831年）調査の『蝦夷東西地里数書入地図』では「ソウヤ岩」として描かれ、「周廻」はおよそ4町余で「サンナイ」からおよそ12町余の距離にあるとしている。
弘化3年（1846年）の調査記録である松浦武四郎の著書『再航蝦夷日誌』にも「ソウヤ岩」とあり、別称として弁天島を挙げている。同書では、海岸から12町の距離に位置する「周四丁」の島とあり、また弁天を祭る祠があってアイヌがイナウを捧げるとしている。また松浦らが「唐太」へ渡った際などには島へ遠見が派遣されたといい、「風の注進も此処より来るや乗出す」との記述も見える。そして松浦が安政3年（1856年）に行った調査の記録である『廻浦日記』では、「ソウヤ岩と云大岩」があり「其岩蜂巣に似たるより号しなり」としている。調査の際に作成された「手控」では、「サンナイ」について「前に石有」としており、別の箇所では「サンナイ」の北方に位置する島に「ホンモシリ」と記している。
嘉永7年（1854年）の村垣範正による蝦夷地巡視の際、同行した尾張屋番頭忠蔵の日記である『蝦夷紀行』では、「ヲンコロマナ井」から1里10町ばかり進んだ所の沖に「ソウヤ岩」があり、陸から5町ほどの距離にあって「周廻五六丁」であるとしている。安政5年（1858年）の『西蝦夷地之内浜増毛ヨリ舎利迄地名小名里数書』では、「サンナイ」の項に「海岸より拾丁程沖ニ宗谷石と申石あり」との記述が見え、「高凡弐丈程廻り四丁程なり」とある 。また『ソウヤヨリ箱館マテ東部里程記』においても「ソウヤ石」について「拾丁程沖」にあり「高弐丈程、周廻四丁程」としている。

### 近代
佐藤正克文書の『北見国宗谷郡より斜里郡迄絵図』および『宗谷郡境字ヤムワッカルより紋別郡境字トンナイウシ迄の図』では、「ソウヤ石」として記載されている。
1891年（明治24年）刊行の『北海道蝦夷語地名解』では、「ソーヤ」について「サンナイ」の海中にある「大岩」ないしは「岩嶼」の名であるとする。また「石ノ蜂ニ似タル」とする語源説について「甚タ誤ル」している。1892年（明治25年）製版の輯製図では「宗谷島」とある。1896年（明治29年）発行の『北海道地形図』では弁天島として記載されている。1898年（明治31年）刊行の『北海道殖民状況報文北見国』では、宗谷村の項において「海中岩礁アリソウヤト云フ」「此岩礁ハ今弁天島ト称ス」としている。同年刊行の『日本水路誌』では、「宗谷島」について高さ38フィート（原文ママ）の白い島であるとしている。
1909年（明治42年）刊行の『大日本地名辞書 続編』では、「ソウヤと称する岩嶼は、いま岬の弁天島といふもの是也」としている。1910年（明治43年）刊行の『北海道土人語案内』では、宗谷村の語源について「ソウヤハ蜂ナリ、此地の石、蜂ニ似タルモノアリ」としている。1928年（昭和3年）の『宗谷村勢一班』では、「天然ノ避難港ヲ形成」する珊内湾の湾頭に「一ノ島嶼」があるとしている。1930年に発行された海図には弁天島として記載されている。1933年の（昭和8年）『昭和八年版 宗谷村勢要覧』にも、「サンナイ」について「湾頭ニ弁天島屹立シテ天然ノ避難港ヲ形成ス」との記述が見える。

## 自然環境
トドが元々生息していたが次第に増加傾向を見せ、2015年秋頃からは2,000頭を超えるトドが上陸するようになった。2017年5月には島と周辺で6,000頭以上が確認されている。島の周囲はタコなどの漁場であり、トドの駆除が行われているものの漁業への被害額は年10億円に及ぶ。